# Какквін
Какквін (англ. cuckquean) — дружина чоловіка-перелюбника (або партнерка для неодружених товаришів) і гендерна протилежність рогоносця. В еволюційній біології цей термін також застосовується до самок, які вкладають батьківський внесок в нащадків, які генетично не є їхніми. Подібне втручання в сім'ю називається віттольдством (wittoldry). Термін походить від ранньомодерної англійської мови, що датується 1562 роком нашої ери і складається з термінів cuck «той, чий партнер невірний» і quean «недостойна жінка».

## Какквінство як фетиш
Какквін-фетишистка усвідомлює діяльність свого партнера, іноді активно її заохочує, і отримує від цього сексуальне задоволення. Серед деяких фетишистів головним елементом парафілії є приниження чи віктимізація какквін.
У фетишистській субкультурі чоловік какквін бере на себе роль сексуально домінуючого, а жінка бере на себе роль підкореної. Дружина зазвичай вступає в стосунки з чоловіком або його коханцем (коханцями), лише коли він це дозволяє, іноді зберігаючи повну безшлюбність.
У какквінінгу самець відомий як hothusband, а інша самка відома як cuckcake. какквінінг часто називають гарячим чоловіком.
Какквінінг, як і куколдінг, зазвичай зображується як гетеронормативна сексуальна фантазія та/або діяльність між чоловіком і дружиною, але може включати будь-яку кількість гендерних і сексуальних орієнтацій. Коли фетиш просто андрофільний або гетеросексуальний, дружина займається сексом лише зі своїм чоловіком; якщо вона бісексуальна, дружина може займатися сексом як зі своїм чоловіком, так і з іншою жінкою (або жінками) або лише з коханцем (коханцями) чоловіка.
Специфіка фетиша може бути дуже різною. Іноді чоловік і його коханка (коханці) ставляться до какквін з любов'ю; іноді це не передбачає нічого, окрім гойдалок, обміну чоловіками або спільного коханця. Але коли це виходить за рамки цього, фетиш може вимагати, щоб каккввін була принижена або зневажена. Іноді це може бути випадково (наприклад, учасники занадто збуджені, щоб зупинитися), але в інших випадках приниження може бути навмисним, і чоловік і його коханець (коханці) розігрують історію або виконують ритуал, в якому вони змушують какквін виконувати принизливі дії або потрапляють в обставини, які принижують її гідність. У багатьох стосунках із какквінством жінки фантазують, що їхні партнери запліднюють інших жінок.